# King Abdullah Sports City
King Abdullah Sports City ist ein Sportkomplex, der etwa 25 km im Norden der Millionenstadt Dschidda und in direkter Nähe zum Internationalen König-Abd-al-Aziz-Flughafen liegt. Sie ist Teil der Saudi Vision 2030 des Königreiches Saudi-Arabien und wurde nach dem König und Premierminister Abdullah ibn Abd al-Aziz benannt.
Sie besteht aus:
- King Abdullah Sport City Mosque
- King Abdullah Sports City Stadium
- King Abdullah Sport City Hall
- Leichtathletikstadion für 1000 Zuschauer[2]
- Onyx Arena (Konzerthalle für bis zu 12.000 Menschen)[3]

sowie mehreren Fußball- und Tennisplätzen. Auf einer Fläche 3 km² sind 23.000 Parkplätze für PKW und Busse verfügbar. Das Stadion ist die Mitte der Anlage, auf das strahlenförmig Straßen zulaufen, von denen die wichtigste, eine von Bäumen gesäumte, an der genannten Moschee vorbeiführt; dies ist die königliche Route, die der saudischen Königsfamilie vorbehalten ist, wenn sie das Stadion nutzt, aber zu anderen Zeiten auch für andere zugänglich ist.